# 圣玛丽亚-迪萨拉
圣玛丽亚-迪萨拉（義大利語：Santa Maria di Sala）是意大利威尼托大区威尼斯廣域市的一个市镇。总面积27.97平方公里，人口17226人，人口密度615.9人/平方公里（2009年）。国家统计（ISTAT）代码为027035。